# Spurius Carvilius Ruga
Spurius Carvilius Ruga (ou Rufa) est un personnage semi-légendaire de la Rome antique qui, selon Plutarque, aurait inventé la lettre G, ouvert la première école élémentaire privée, et aurait été le premier à divorcer. Affranchi, il aurait vécu autour de -600 ou de -230.
Quintilien, dans son Institution oratoire précise que d'après Plutarque, [la lettre G a] été « inventée et ajoutée par Spurius Carvilius », « un affranchi de Spurius Carvilius Ruga. »
La lettre G aurait rapidement été adoptée par la République romaine, car elle avait l'avantage de permettre de distinguer à l'écriture les deux sons [k] et [g], jusqu'alors représentés par la même lettre : C.
Plutarque est notre seule source d'information sur l'invention du G et celle de l'école.
L'histoire du divorce est attestée par Denys d'Halicarnasse et Aulu-Gelle.
Selon Plutarque, « tous les Romains savent que Spurius Car[v]ilius fut le premier qui répudia sa femme ; encore en donna-t-il pour raison sa stérilité » et « les Romains font mémoire que le premier, chez eux, à répudier sa femme fut Spurius Carvilius, cinq cent trente ans après la fondation de Rome: rien de tel ne s’était encore produit. ».
La date de -230 qu'ils avancent concernant ce divorce n'est pas crédible, la loi des Douze Tables écrite en -450 comportant déjà un article relatif au divorce.
Il n'existe pas de consensus sur les innovations qui peuvent être légitimement attribuées à Ruga, mais aucune des trois n'est attribuée à qui que ce soit d'autre par les textes anciens connus.

## Sources
1. ↑  « Spurius Carvilius, un homme de distinction, fut le premier à divorcer de son épouse, et fut obligé par les censeurs de jurer qu'il s'était marié afin d'avoir des enfants (son épouse, semble-t-il, était stérile); pourtant en raison de son action, bien qu'elle fût basée sur la nécessité, il fut à jamais détesté par le peuple »- Denys d'Halicarnasse, Antiquités romaines, II.2: , consulté le 15 août 2007.
2. ↑  « Servius Sulpicius, dans son traité des Dots, a écrit que les conventions relatives au bien de la femme avaient été jugées nécessaires, pour la première fois lorsque Spurius Carvillus, surnommé Ruga, homme noble eut divorcé avec sa femme, parce qu'un vice de conformation empêchait celle-ci de lui donner des enfants. Ce fait se passait cinq cent vingt-trois ans après la fondation de Rome, sous le consulat de M. Attiltus et de P. Valérius. Ce Corvillus, dit-on, loin d'avoir de l'aversion pour la femme qu'il répudia, l'aimait beaucoup pour la pureté de ses mœurs mais il sacrifia son amour et ses affections à la religion du serment, parce qu'il avait juré devant les censeurs qu'il se mariait pour avoir des enfants. » - Aulu-Gelle, Nuits attiques, IV.3: , consulté le 15 août 2007
3. ↑  Parallèle entre Thésée et Romulus, , consulté le 15 août 2007
4. ↑  Parallèle entre Lycurgue et Numa, , consulté le 15 août 2007

- (en) Quaestiones Romanae questions 54 & 59.
- (en) Earliest Roman Divorces: Divergent Memories or Hidden Agendas? par Gary Martin
- (en) Roman Inventors - Spurius Carvilius Ruga